# Ouvrouer-les-Champs
Ouvrouer-les-Champs je francouzská obec v departementu Loiret v regionu Centre-Val de Loire. V roce 2012 zde žilo 556 obyvatel.

## Sousední obce
Férolles, Châteauneuf-sur-Loire, Jargeau, Saint-Denis-de-l'Hôtel, Sigloy, Tigy, Vienne-en-Val

## Vývoj počtu obyvatel
Počet obyvatel